# Lomaptera funebris
Lomaptera funebris är en skalbaggsart som beskrevs av Heller 1899. Lomaptera funebris ingår i släktet Lomaptera och familjen Cetoniidae.

## Underarter
Arten delas in i följande underarter:
- L. f. nigropilis
- L. f. valcklucasseni
- L. f. misimana